# Homiletické listy
Homiletické listy szlovák nyelven megjelenő katolikus lap volt a Magyar Királyságban. Szakolcán adták ki 1911 és 1914 között. Havonkénti periodicitással jelent meg. A lap kiadása Ľudovít Okánik nevéhez fűződik.